# Алюторский язык
Алю́торский язы́к относится к чукотско-корякской ветви чукотско-камчатской семьи языков.

## Социолингвистическая ситуация
Алюторцы — коренные жители северной части Камчатки. Алюторский язык является исчезающим языком России (в 70-е годы жители камчатского посёлка Вывенка моложе 25 лет не знали материнского языка. Последние годы в школе пос. Вывенка ведётся преподавание родного языка).
Алюторским языком по данным переписи 2010 владеют 25 человек в России, в том числе 2 человека — 2 коряка — в бывшем Корякском автономном округе Камчатского края.
В газете «Абориген Камчатки» регулярно публикуются материалы на алюторском языке.

## Письменность
Официально письменность для алюторского языка не создавалась. Газета «Абориген Камчатки», публикующая материалы на алюторском языке, использует следующий алфавит:
| А а | Б б | В в | В’ в’ | Г г | Г’ г’ | Ғ ғ | Д д |
| Е е | Ә ә | Ё ё | Ж ж   | З з | И и   | Й й | К к |
| Ӄ ӄ | Л л | М м | Н н   | Ӈ ӈ | О о   | П п | Р р |
| С с | Т т | У у | Ф ф   | Х х | Ц ц   | Ч ч | Ш ш |
| Щ щ | Ъ ъ | Ы ы | Ь ь   | Э э | Ю ю   | Я я |     |

## Генеалогическая и ареальная характеристика
В чукотско-камчатских языках различают чукотско-корякскую ветвь (все языковые разновидности, кроме ительменского языка) и ительменскую ветвь. К чукотско-корякской ветви относятся чукотский язык, представленный рядом близких диалектов, и несколько «языков-диалектов», прежде объединяемых под названием «корякский язык». Корякские языки-диалекты делятся на диалекты кочевых (в смысле исторического происхождения) коряков (чавчувенов, от корякского cawcəw 'богатый оленями') и диалекты (полу)оседлых коряков (нымыланов, от корякского nəməlʔən 'поселянин'). Такое традиционное деление согласуется с данными сравнительно-исторических исследований, согласно которым все чукотско-корякские языки можно разделить на три группы:
1. r-диалекты (чукотский язык);
2. j-диалекты (диалекты кочевых коряков — чавчувенский, апукинский, паренский, каменский, итканский, керекский);
3. t-диалекты (диалекты оседлых коряков — собственно алюторский, паланский, карагинский).

До 1958 г. алюторский считался диалектом корякского, пока П. Я. Скорик не предложил выделить его в качестве отдельного языка. На то есть причины — понимание между носителями алюторского и корякского языков значительно затруднено, а порой и невозможно.

## Типологическая характеристика

### Степень свободы выражения грамматических значений
Полисинтетизм:
| ŋan(.ina)                                                 |  | ulʲlʲaʔu.tku=ʔuttə-k                 |  | na-n.illitə-tkə-ni-na…               |
| тот+3PL                                                   |  | ходить.в.деревянных.масках=палка-LOC |  | LOW.A-навешивать-IPF-3.SG.A+3P-3PL.P |
| Те (вещи) на палку, с которой ходят в масках, навешивают… |  |                                      |  |                                      |

### Характер границы между морфемами
Агглютинация префиксально-суффиксального типа:
| qəlʲippə                    |  | tətu-kki            |  | ɣeqə-masla-ta     |  | a-mal-ka. |
| хлеб+NOM+SG                 |  | есть.с.чем-либо-INF |  | ASSOC-масло-ASSOC |  | хорошо.   |
| Хлеб есть с маслом отлично. |  |                     |  |                   |  |           |

### Тип ролевой кодировки в предикации
Эргативный (В полиперсонном спряжении — трёхчленный):
| ə-nannə              |  | ɣəmmə |  | ina-ɣal-e.                 |
| он-ERG               |  | я+NOM |  | 1SG.P-проходить.мимо-3SG.S |
| Он мимо меня прошёл. |  |       |  |                            |

### Базовый порядок слов
Вариативный, часто затруднительно указать, какой порядок является базовым. В глагольных предложениях наиболее частотны порядки SVO и VSO:
| tita·qa                                |  | qutkinʲnʲaqu-nak  |  | maŋ.ki·ʔana |  | ɣa-laʔu-lin          |  | ənnə-ʔən.   |
| как-то                                 |  | Куткинняку-ERG+SG |  | где-то      |  | RES-видеть-RES+3SG.P |  | рыба-NOM+SG |
| Однажды Куткинняку где-то увидел рыбу. |  |                   |  |             |  |                      |  |             |

| ɣa-nvə-lin                   |  | qutkinʲnʲaqu-nak  |  | təlɣə-lŋən   |  | ŋan.tiŋ. |
| RES-совать-RES+3SG.P         |  | Куткинняку-ERG+SG |  | палец-NOM+SG |  | туда.    |
| Сунул Куткинняку туда палец. |  |                   |  |              |  |          |

## Фонология

### Гласные
Алюторские гласные образуют типичную треугольную систему, они описываются признаками ряда, подъёма и лабиализованности. В этой системе особняком стоит гласный [ə]: это сверхкраткий гласный, он противопоставлен всем остальным — полным гласным — как по длительности, так и по функциям.
|         | Передние | Средние | Задние |
| ------- | -------- | ------- | ------ |
| Верхние | i        |         | u      |
| Средние | e        | ə       | o      |
| Нижние  |          | a       |        |

Комментарий
1. Задний ряд представлен лабиализованными гласными: u лабиализовано сильно, а o умеренно.
2. Гласный ə характеризуется как гласный центрального ряда среднего подъёма, но его основной вариант несколько ниже по подъёму, чем e и o.
3. Кроме того, А. Е. Кибрик и др. разделяют гласные на краткие и долгие по долготе.

### Согласные
В алюторском языке имеется 18 согласных.
|               | Губно-губные | Губно-зубные | Дентоальвеолярные | Палатальные | Велярные | Увулярные | Фарингальные | Глоттальные |
| ------------- | ------------ | ------------ | ----------------- | ----------- | -------- | --------- | ------------ | ----------- |
| Смычные       | p            |              | t ʦʲ              |             | k        | q         |              | ʔ           |
| Фрикативные   |              | v            |                   |             | ɣ        |           | ʕ            |             |
| Носовые       | m            |              | n nʲ              |             | ŋ        |           |              |             |
| Боковые       |              |              | l lʲ              |             |          |           |              |             |
| Дрожащие      |              |              | r                 |             |          |           |              |             |
| Аппроксиманты | w            |              |                   | j           |          |           |              |             |

### Ударение
Ударение в алюторском языке автоматически ставится на второй слог от начала слова. Но оно не может падать на последний слог, то есть в двухсложных словах ударение переносится на первый слог. Также ударение не ставится на открытый слог, заканчивающийся на гласный ə. В случае, когда в двусложных словах первый слог заканчивается на ə, как правило, добавляется третий слог и тогда ударение ставится на второй слог.
Примеры: mí-məl 'вода', qə-lá-vul 'муж', pə-lá-kəl-ŋən 'один сапог из пары торбасов', tá-wə-ja-tək 'кормить'.

### Слоговая структура слова
Алюторский язык характеризуется чёткой слоговой структурой слова. Главное свойство правильной слоговой структуры состоит в следующем: слово может содержать только слоги вида CV и CVC. На это свойство накладывается единственное ограничение: слоги с долгими гласными всегда открытые. Таким образом, реально встречаются слоги: Cə, CVкратк., CVдолг., CəC, CVкратк.C.
Примеры слогового деления алюторских словоформ: vi-tá-tək 'работать', tíl-mə-til 'орёл', ʔit-ʔən 'кухлянка'. Границы словоформ в алюторском языке всегда совпадают со слоговыми границами.

## Морфология
В алюторском языке выделяются следующие части речи: существительное, прилагательное, числительное, местоимение, глагол, причастие, наречие, служебные слова (послелоги, союзы, частицы).

### Существительное
Существительное характеризуется категориями числа, лица, падежа и определённости.
Категория числа имеет 3 граммемы: единственное, двойственное и множественное.
Категория падежа имеет следующие 11 значений: номинатив, эргатив, локатив, датив, латив, пролатив, контактив, каузалис, экватив, комитатив, ассоциатив.
Граммемы падежа и числа (в тех формах где число кодируется) выражаются в составе одного аффикса. В большинстве своём это суффиксы, и только окончания комитатива и ассоциатива выражаются циркумфиксами.
По способу образования падежно-числовых форм все алюторские существительные делятся на три группы, которые обслуживаются двумя склонениями.
К первой группе относятся существительные, обозначающие не-человека. К основам таких существительных присоединяются падежные показатели 1-го склонения. Характерной особенностью этого склонения является различения числа только в номинативе, в остальных же падежах число не различается (но оно иногда отражено в глагольном согласовании и/или может быть восстановлено по контексту).
Ко второй группе относятся имена собственные и термины родства, обозначающие старших родственников. К основам таких существительных присоединяются падежные показатели 2-го склонения. Характерной особенностью этого типа является различение числа не только в номинативе, но и в формах других падежей.
К третьей группе относятся прочие существительные, обозначающие человека. Эти существительные могут склоняться как по 1-му, так и по 2-му склонению. Контекстные факторы выбора склонения для существительных третьей группы не уточнены.
| Тип окончаний | Тип окончаний | 1-е склонение                         | 1-е склонение                         | 1-е склонение                         | 2-е склонение                         | 2-е склонение                         | 2-е склонение                         |
| Падеж         | Число         | ед.ч.                                 | дв.ч.                                 | мн.ч.                                 | ед.ч.                                 | дв.ч.                                 | мн.ч.                                 |
| ------------- | ------------- | ------------------------------------- | ------------------------------------- | ------------------------------------- | ------------------------------------- | ------------------------------------- | ------------------------------------- |
| номинатив     | номинатив     | слов. форма                           | -t/-ti                                | -w/-wwi                               | слов. форма                           | -nti                                  | -w/-wwi                               |
| эргатив       | эргатив       | -a/-ta                                | -a/-ta                                | -a/-ta                                | -ənak                                 | -ətək                                 | -ətək                                 |
| локатив       | локатив       | -k/-ki                                | -k/-ki                                | -k/-ki                                | -ənak                                 | -ətək                                 | -ətək                                 |
| датив         | датив         | -ŋ                                    | -ŋ                                    | -ŋ                                    | -ənaŋ                                 | -ətək                                 | -ətək                                 |
| латив         | латив         | -kəŋ                                  | -kəŋ                                  | -kəŋ                                  | —                                     | —                                     | —                                     |
| пролатив      | пролатив      | -jpəŋ/-ɣəpəŋ (сокр. варианты -e ~ -i) | -jpəŋ/-ɣəpəŋ (сокр. варианты -e ~ -i) | -jpəŋ/-ɣəpəŋ (сокр. варианты -e ~ -i) | -jpəŋ/-ɣəpəŋ (сокр. варианты -e ~ -i) | -jpəŋ/-ɣəpəŋ (сокр. варианты -e ~ -i) | -jpəŋ/-ɣəpəŋ (сокр. варианты -e ~ -i) |
| контактив     | контактив     | -jit ~ -jita                          | -jit ~ -jita                          | -jit ~ -jita                          | -jit ~ -jita                          | -jit ~ -jita                          | -jit ~ -jita                          |
| каузалис      | каузалис      | -kjit ~ -kjita                        | -kjit ~ -kjita                        | -kjit ~ -kjita                        | -kjit ~ -kjita                        | -kjit ~ -kjita                        | -kjit ~ -kjita                        |
| экватив       | экватив       | -u/-nu                                | -u/-nu                                | -u/-nu                                | -u/-ənu                               | -u/-ənu                               | -u/-ənu                               |
| комитатив     | комитатив     | ɣa-…-a/-ta                            | ɣa-…-a/-ta                            | ɣa-…-a/-ta                            | awən-…-ma                             | awən-…-ma                             | awən-…-ma                             |
| ассоциатив    | ассоциатив    | ɣeqə-…-a/-ta                          | ɣeqə-…-a/-ta                          | ɣeqə-…-a/-ta                          | —                                     | —                                     | —                                     |

Комментарий
1. Варианты окончаний, выбор между которыми обусловлен фонетическим контекстом, разделены косой чертой. Факультативные варианты разделены тильдой.
2. Показатели номинатива единственного числа зависят от конкретной основы, к которой они присоединяются; тип номинатива указывается для существительного в словаре.

#### Основные функции падежей
- Номинатив является чисто синтаксическим падежом. Он обозначает гиперроль абсолютива. Номинатив является также назывной формой существительного. Номинатив, кроме того, употребляется в значении вокатива.
- Эргатив употребляется для обозначения:

1. актанта с гиперролью агентива;
2. роли инструмента;
3. синтаксически пониженного актанта при антипассиве.

- Локатив употребляется для обозначения:

1. эссивного и лативного пространственных значений;
2. сильноуправляемых периферийных актантов.

- Датив употребляется для обозначения:

1. роли Адресата действия;
2. роли бенефактива;
3. объекта, к которому направлено движение (соответствует значению аллатива);
4. смещённого актанта из позиции абсолютива, часто с ролью стимула при экспериенциальных глаголах.

- Латив усиливает лативное значение локатива и имеет значение движения с достижением конечной цели.
- Пролатив выражает направительное значение 'движение вдоль', а также элативное значение 'движение от'.
- Экватив употребляется в значении 'такой как X', 'в качестве X-а', обычно при глаголах типа 'становиться (кем-либо)', 'превращаться (в кого-либо)', 'работать (кем-либо)' и др.
- Контактив имеет значение контакта с соответствующим объектом.
- Каузалис имеет значение причины/мотива реализации действия.
- Комитатив обозначает дополнительного соучастника события, имеющего ту же роль, что и основной участник; показатели комитатива различаются по склонениям.
- Ассоциатив обозначает дополнительного участника события, имеющего другую, периферийную роль по отношению к основному участнику; ассоциатив в склонении существительного засвидетельствован только для слов первого склонения, причём обычно неодушевлённых.

#### Категория лица
Категория лица имени существительного выражается личными показателями, совпадающими с личными местоимениями. В двойственном и множественном числе личные показатели ставятся непосредственно после основ существительных. В первом и втором лицах единственного числа между основой существительного и показателем вставляется j. Если основа оканчивается на согласный, вставляется i. Третье лицо не имеет специальных форм личных показателей. Личные показатели употребляются только в номинативе. В косвенных падежах они заменяются падежными показателями.
|        | Ед.ч.  | Дв.ч. | Мн.ч. |
| ------ | ------ | ----- | ----- |
| 1 лицо | -j-ɣəm | -muri | -muru |
| 2 лицо | -j-ɣət | -turi | -turu |

- …ʕopta am-ʕujamtawilʔ-ə-muru («Все же мы люди»);
- japlə=q ʕujamtawilʔ-iɣəm («А я ведь человек»).

### Числительное
Числительные делятся на три группы: простые, сложные и составные. К простым числительным относятся числительные от одного до пяти, десять и двадцать. К сложным — числительные от шести до девяти, а также круглые десятки, кроме двадцати. К составным — все остальные числительные.
| ənnan                   | один          |
| ŋitaq                   | два           |
| ŋəruqqə                 | три           |
| ŋəraqqə                 | четыре        |
| məlləŋin                | пять          |
| ənnanməlləŋ(in)         | шесть         |
| ŋitaqməlləŋ(in)         | семь          |
| ŋəruqməlləŋ(in)         | восемь        |
| ŋəraqməlləŋ(in)         | девять        |
| mənɣətkin               | десять        |
| mənɣətək ənnan          | одиннадцать   |
| qəlikkə                 | двадцать      |
| qəlikək ənnan           | двадцать один |
| ŋəraqmənɣətkin          | сорок         |
| ŋəraqmənɣətkin ŋəraqqə  | сорок четыре  |
| ŋitaqməlləŋin mənɣətkin | семьдесят     |
| mənɣətək mənɣətkin      | сто           |

### Глагол
Глагольные формы можно разделить на два класса: финитные (спрягаемые) и нефинитные.
Финитные формы глагола образуют несколько спряжений в зависимости от числа согласовательных позиций.

#### Полиперсонное спряжение
При полиперсонном спряжении глагол имеет две согласовательные позиции: префиксальную и суффиксальную. Согласование осуществляется с агентивным и пациентивным актантами переходного глагола или, используя обе согласовательные позиции, с единственным ядерным актантом непереходного глагола.
В этом спряжении глагол различает два вида: совершенный и несовершенный. Форма совершенного вида не имеет специального показателя, несовершенный имеет суффиксальный показатель -tkə/-tkən/-tkəni.
Имеется четыре наклонения:
- индикатив — собственных показателей не имеет;
- оптатив — собственных показателей не имеет;
- потенциалис — циркумфикс ta-…(-ŋ);
- конъюнктив — префиксальный показатель ʔ-/a-

Кроме этого, имеется ещё форма императива.
Наконец, финитный глагол согласуется по лицу и числу со своими ядерными актантами, различая три лица и три числа.

#### Моноперсонное спряжение
К данной группе относятся две финитные формы, из которых одна имеет в 3-м лице ед.ч. показатель ɣa-…-lin, другая — показатель n-…-qin. У данных форм имеется только суффиксальная позиция для согласовательного показателя.

#### Неличное спряжение
К неличному спряжению относятся формы отглагольного предикатива (образуется при помощи циркумфикса a-…-ka) и императива (образуется при помощи циркумфикса ɣa-…-a/-ta).

#### Нефинитные формы
К нефинитным формам в алюторском языке относятся инфинитив, супин, деепричастия и причастия.